# 워즈 워스
워즈 워스(Words Worth, ワーズ･ワース)는 원래 NEC PC-98 컴퓨터 시스템용으로 출시된 일본의 어덜트 롤플레잉 비디오 게임으로, 마이크로소프트 윈도우용으로 리메이크되었다. 게임의 스토리는 선형적이며, 마지막 부분에 단 하나의 스토리 결정이 있으며, 이는 5개의 다른 엔딩 중 하나로 이어진다.
5부작 애니메이션 에로틱 비디오 시리즈가 게임 스토리를 바탕으로 제작되었다. 또한 사이드 스토리 시리즈인 워즈 워스 외전(Words Worth Gaiden, ワーズ・ワース外伝, 영어 출시명: Words Worth Outer Stories)도 있다. 애니메이션의 일반적인 스토리는 동일하지만 애니메이션에서는 여러 캐릭터를 잘라내고 주로 더 많은 섹스 장면을 만들기 위해 줄거리를 변경한다. 영어 더빙은 실제 포르노 배우 제나 제임슨과 니키 디알(Nikki Dial)이 등장하는 것으로 유명하다. 나머지 영어 출연진은 추가 정보가 없다.